# Ponte Corvo
Pontecorvo je gradić u Italiji, u pokrajini Lacij. 
Broj stanovnika: 13.400
1820. godine Republika Pontecorvo se odvojila od Papinske države.
Vlast Papinske države je uspostavljena opet 1821. godine.

## Napoleonska povijest
Iako se nalazio usred Napuljskog Kraljevstva, gradić je bio enklava Papinske države od 1463. sve dok ga nisu zauzele francuske snage za vrijeme napoleonskih ratova.
Nakon što je proglašen Kraljem Italije 1805. godine, a njegov brat Josip Bonaparte postavljen za napuljskog kralja 1806., Napoleon je stvorio Ponte Corvo kao kneževinu za svog generala i šurjaka njegova brata, Jean Baptistea Bernadottea. 
Kneževina je tada imala 12.300 stanovnika, a sam gradić 5.600.
Kneževina je nominalno bila suverena, ali knez je trebao prisegnuti kralju. 
Kneževina je bila vrlo kratka vijeka, i 1815. grad je vraćen natrag Papinskoj državi. 1860. godine se pridružio Beneventu, drugoj južnoj talijanskoj papinskoj enklavi, u ujedinjenju u novu Kraljevinu Italiju. 
Ponte Corvo je bio razoren za vrijeme drugog svjetskog rata, i obnovljen je u suvremenom stilu.

## Vladari Ponte Corva
- 1806. – 1810. : Jean Baptiste Julius Bernadotte (vratio je naslov nakon što je postao švedski kraljević prijestolonasljednik)
- 1812. – 1815. : Lucijan Murat (sin Joakima Murata, napuljskog kralja)

Nasljednici Lucijana Murata još uvijek rabe naslov. Također, Bernadotteovim stupanjem na prijestolje švedskog kralja 1818. je grb Ponte Corva postao dijelom veće inačice švedskog grba.

## Vanjske poveznice
- Napoleonski naslovi i grbovi